# Grevillea neurophylla
Grevillea neurophylla (лат.) — кустарник, вид рода Гревиллея (Grevillea) семейства Протейные (Proteaceae), эндемик Австралии, где встречается в Виктории и Новом Южном Уэльсе. 

## Ботаническое описание

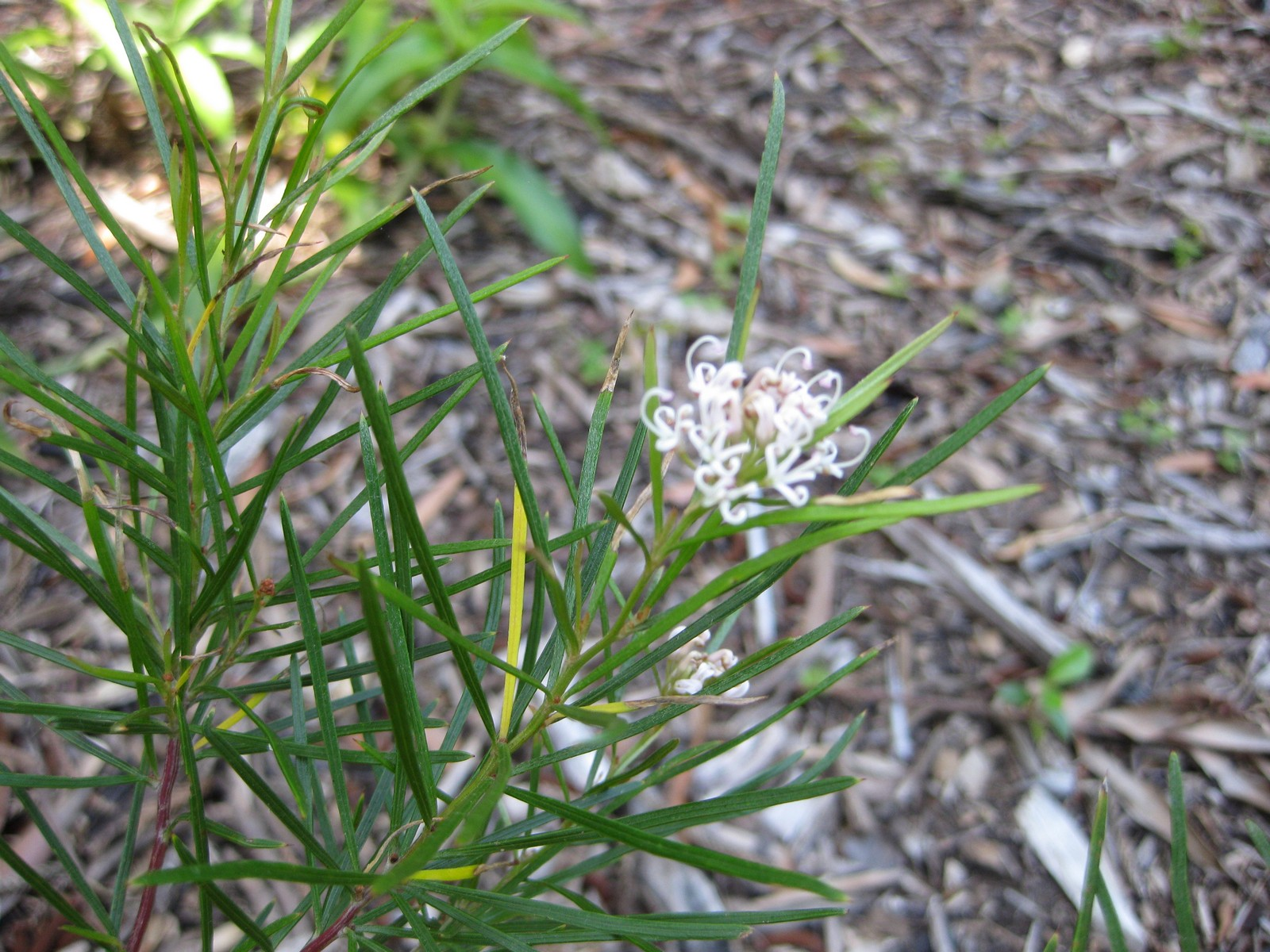
Общий вид растения

Grevillea neurophylla — прямостоячий или раскидистый кустарник. Молодые ветви не столбчатые, листва обычно открытая. Листья неправильно восходящие или иногда раскидистые, иногда неправильно изогнутые или волнистые до 4 см. Околоцветник и столбик от белого до очень бледно-розового цвета; кончик в коричневых волосках. Цветёт в сентябре-феврале. Плоды 8–10 мм длиной.

### Подвиды
Различают два подвида:
- G. neurophylla subsp. fluviatilis, встречается в окрестностях рек Бемм, Канн, Геноа и Уинган в Восточном Гиппсленде (Виктория)[5];
- G. neurophylla subsp. neurophylla[6].

## Таксономия
Впервые вид был официально описан в 1919 году французским ботаником Мишелем Гандоже в Bulletin de la Société Botanique de France.

## Распространение
Grevillea neurophylla — эндемик Австралии, где встречается в Виктории и Новом Южном Уэльсе.

## Охранный статус
Оба подвида G. neurophylla занесены в список редких или находящихся под угрозой исчезновения растений в Виктории Департаментом устойчивого развития и окружающей среды как «Редкие в Виктории». Международный союз охраны природы классифицирует вид, как вымирающий. 